# Tanusius Geminus
Tanusius Geminus (i. e. 1. század) római költő, író.
Életéről keveset tudunk. Fiatal korában költő volt, s Ennius példája nyomán verses annalest írt, de oly tehetségtelenül, hogy Catullus több ízben is kegyetlenül kigúnyolta. Később prózában készítette el Róma történelmét, amelyben Julius Caesar mint az első összeesküvés részese volt feltüntetve. Ránk egyetlen sora sem maradt.
Catullus 36. verse, amelyben Geminust „Volusius"-nak nevezi:
„Évkönyvek", Volusius-írta szar könyv,
váltsd be, mit szeretőm a szent Venusnak
s Cupidonak ígért nagy esküvéssel:
ha megtérek ölébe, és kezem már
gyilkos jambusokat sosem rezegtet –
legfőbb műveit ő a legsilányabb
költőnek, hogy a lomhaléptű istent
megtisztelje, kivégzi átkozott fán.
S látta szép szeretőm, a legsilányabb
ez, s ezt adja a játszi isteneknek.
Most hát, ó, ki a kék vizek leánya
vagy, s szent Cyprus ölében, Oriában
s Anconban lakozol s nád-övezte
Knidosban s Amanthusban és ki Golgoit
kedveled, s fogadód az Adriának
partján Durrachium – ha nem találod
ízetlennek ígéretét: fogadd el.
Közben, tűzbe veled, te bambasággal
megrakott, faragatlan és sületlen
„Évkönyvek", Volusius-írta szar könyv.
(Devecseri Gábor fordítása)